# Bezirk Dux

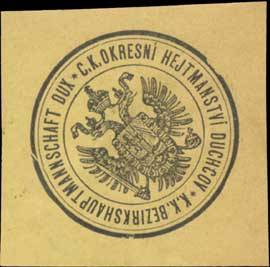
Siegelmarke C.K. Okresní hejtmanství v Duchcově / Bezirkshauptmannschaft Dux

Der Bezirk Dux (tschechisch politický okres Duchcov) war ein Politischer Bezirk im Königreich Böhmen. Der Bezirk umfasste Gebiete in Nordwestböhmen im heutigen Ústecký kraj (Okres Teplice). Sitz der Bezirkshauptmannschaft (tschechisch Okresní hejtmanství v Duchcově) war die Stadt Dux (Duchcov). Das Gebiet gehörte seit 1918 zur neu gegründeten Tschechoslowakei und ist seit 1993 Teil Tschechiens.

## Geschichte
Die modernen, politischen Bezirke der Habsburgermonarchie wurden 1868 im Zuge der Trennung der politischen von der judikativen Verwaltung geschaffen.
Das spätere Gebiet des Bezirks Dux war 1868 zunächst Teil des Bezirks Teplitz geworden, der aus den Gerichtsbezirken Dux (tschechisch: soudní okres Duchcov), Teplitz (Teplice) und Bilin (Bílina) gebildet wurde.
Der Bezirk Dux wurde per 1. September 1896 aus den Gerichtsbezirken Dux und Bilin gebildet und vom Bezirk Teplitz abgespalten.
1900 beherbergte der Bezirk Dux 75.983 Menschen, die auf einer Fläche von 369,89 km² bzw. in 30 Gemeinden lebten.
Der Bezirk umfasste 1910 eine Fläche von 369,86 km² und eine Bevölkerung von 84.388 Personen. Von den Einwohnern hatten 21.420 Tschechisch und 61.572 Deutsch als Umgangssprache angegeben. Des Weiteren lebten im Bezirk 1396 Anderssprachige oder Staatsfremde. Zum Bezirk gehörten zwei Gerichtsbezirke mit insgesamt 36 Gemeinden bzw. 87 Katastralgemeinden. Ende 1938 wurde der Bezirk in den Landkreis Dux und den Landkreis Bilin geteilt.